# Catedral de Bristol

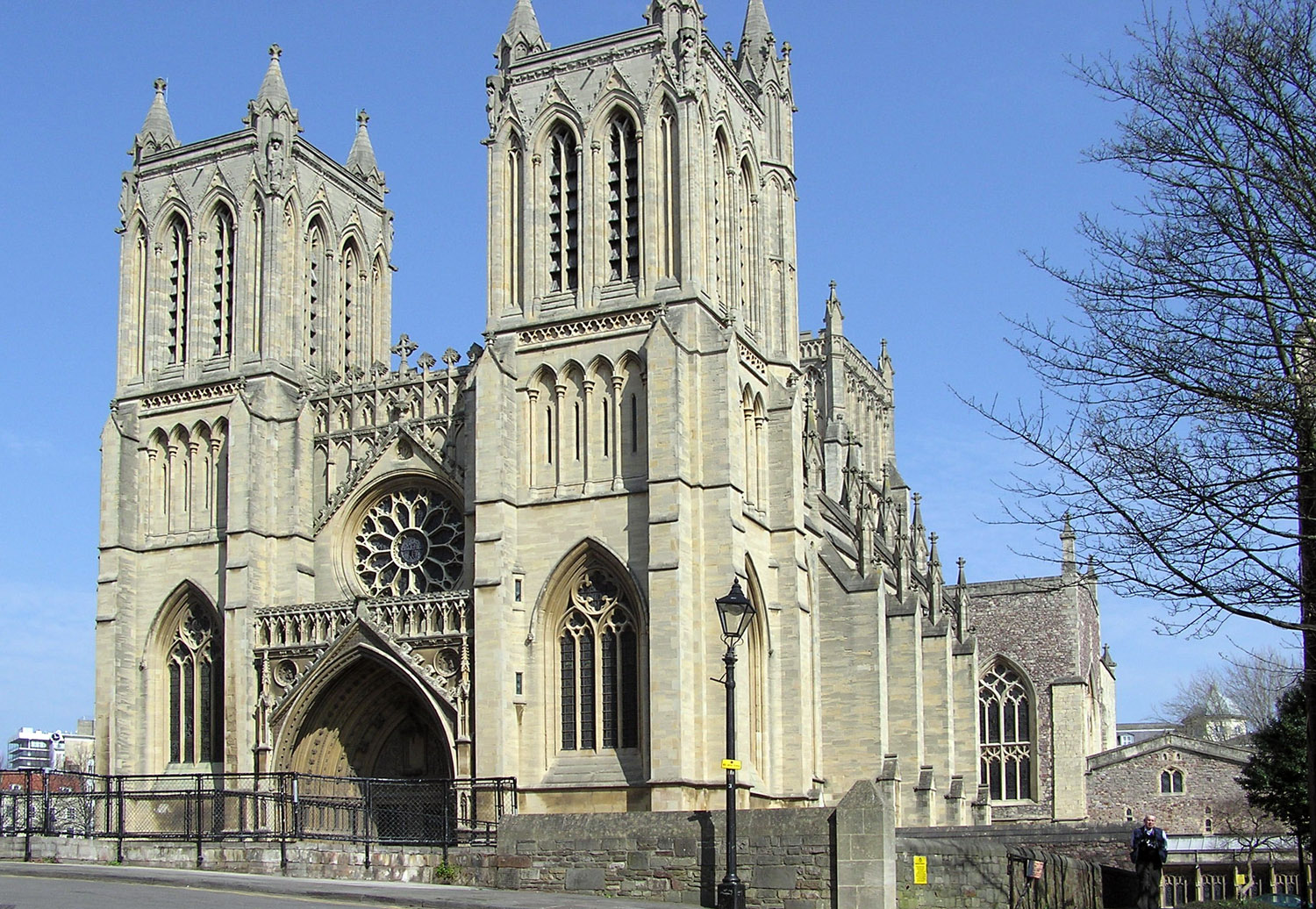
Vista externa da catedral.

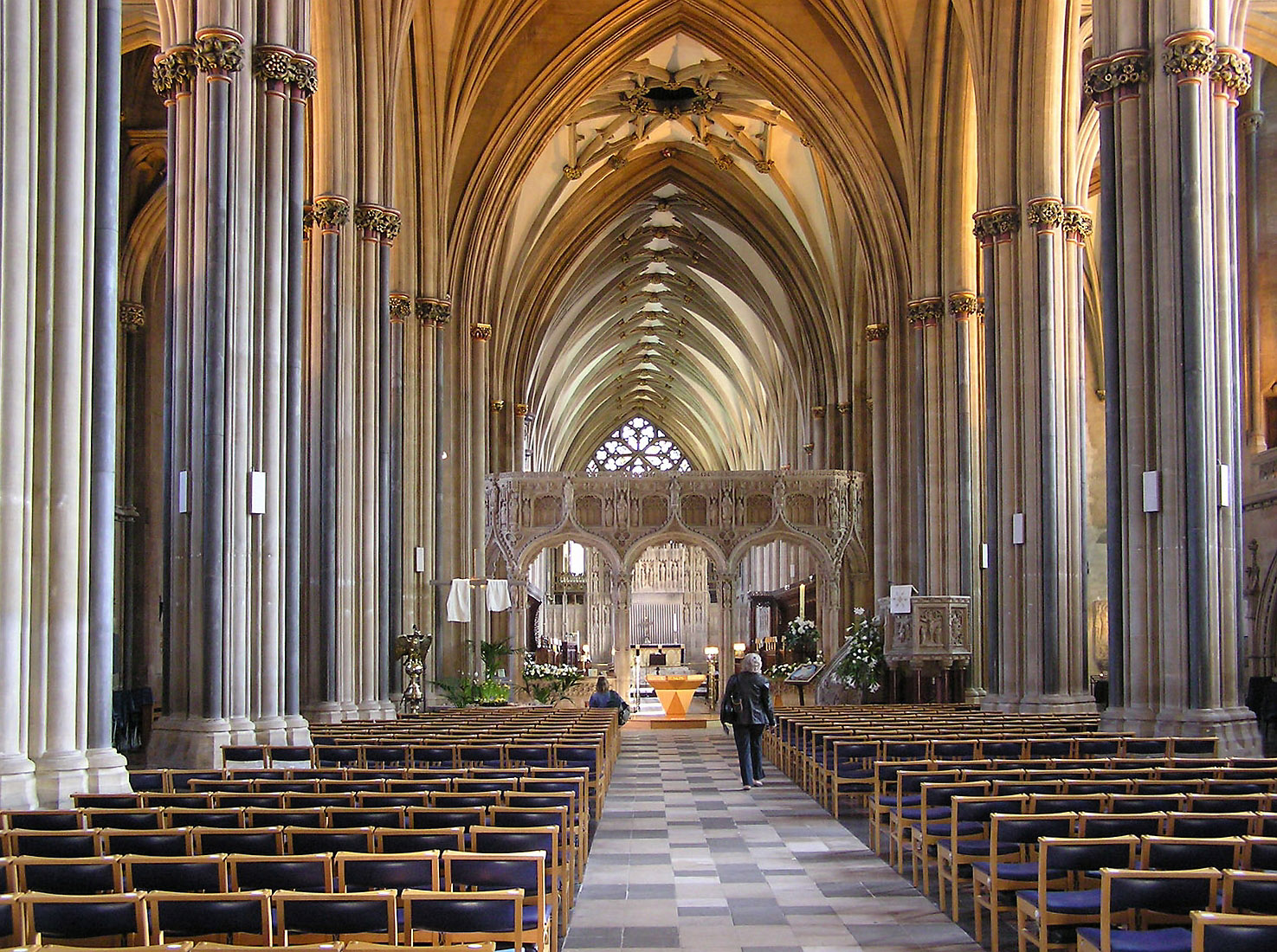
Vista interna da catedral.

A Catedral de Bristol, formalmente designada The Cathedral Church of the Holy and Undivided Trinity (A Catedral da Santíssima e Indivisível Trindade, em português) é uma catedral anglicana localizada na cidade de Bristol, na Inglaterra.

## História
A Catedral de Bristol foi fundada como Abadia de Santo Agostinho por Robert Fitzharding em 1140. O prédio original, do qual ainda podem ser encontrados fragmentos, foi construído entre 1140 e 1148 em estilo românico e durante a liderança do abade David (1216–1234), foi construída a primeira capela, dedicada a Virgem Maria.
Toda o conjunto arquitetônico da abadia foi reformado durante a liderança de Edward Knowle. Entre os anos de 1298 e 1332, a parte sudeste da nave foi redecorada em estilo gótico, trazendo um ar de catedral ao local. As reformas de Knowle se estenderam por mais de um século, sendo que a torre central e o transepto só forma concluídos no século XV.
As reformas foram julgadas insuficientes e John Newland decidiu renovar a nave da abadia, mas as obras foram interrompidas pela Dissolução dos Mosteiros em 1539. A parte da abadia que estava em obras foi demolida, sendo que a porção sudeste permaneceu fechada.